# Prace społeczne
Prace społeczne – w odniesieniu do osób bezrobotnych: potoczne określenie instrumentu aktywizacji zawodowej, jakim są prace społecznie użyteczne.
Prace społecznie użyteczne są nową formą aktywizacji bezrobotnych wprowadzoną nowelizacją ustawy o promocji zatrudnienia i instytucjach rynku pracy (weszła w życie 1 listopada 2005 roku).
Gmina lub podmiot, w którym są organizowane prace społecznie użyteczne, przyjmuje skierowanego przez starostę bezrobotnego bez prawa do zasiłku w celu wykonywania prac społecznie użytecznych.
Przy przydziale prac społecznie użytecznych uwzględnia się wiek bezrobotnego bez prawa do zasiłku, stan jego zdrowia oraz, w miarę możliwości, posiadane kwalifikacje.
Pracownik socjalny ośrodka pomocy społecznej, centrum integracji społecznej lub klubu integracji społecznej może, współdziałając z pracownikiem powiatowego urzędu pracy, kierować również osobę na prace społecznie użyteczne w ramach rozwiązywania trudnej sytuacji życiowej spowodowanej długotrwałym bezrobociem.